# Leucocoprinus discoideus
Leucocoprinus discoideus är en svampart som först beskrevs av Beeli, och fick sitt nu gällande namn av Paul Heinemann 1977. Leucocoprinus discoideus ingår i släktet Leucocoprinus och familjen Agaricaceae.   Inga underarter finns listade i Catalogue of Life.